# Kaple milosrdného Samaritána
Kaple milosrdného Samaritána v pavilónu B Ústřední vojenské nemocnice je jednoduchý funkcionalistický prostor v přízemí nemocničního objektu Ústředního vojenského zdravotního ústavu v Praze 6- Břevnově.

## Umístění a provoz

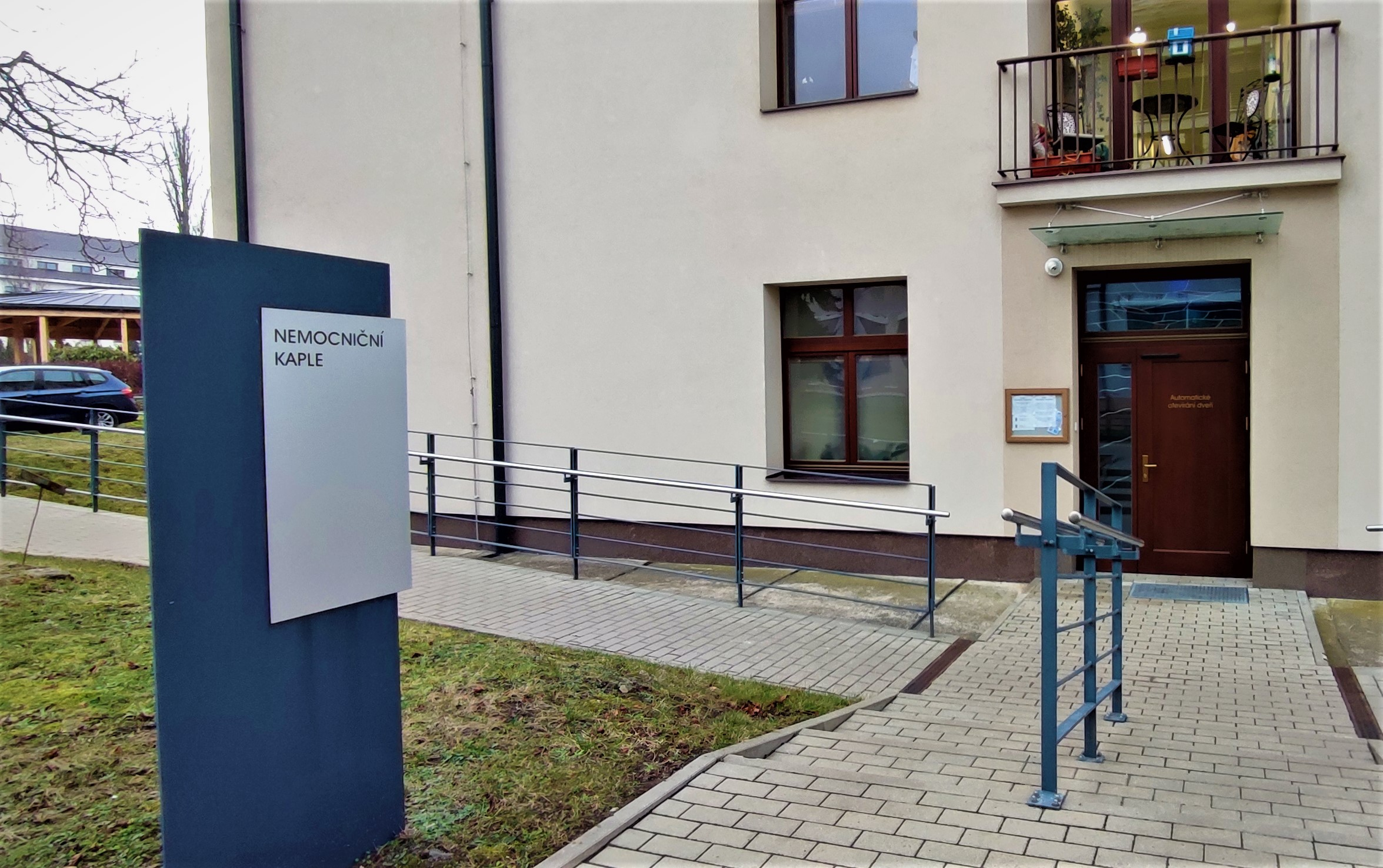
Vstup do kaple

Do kaple se vstupuje od zastávky tramvaje, severní branou nemocnice z ulice Na Petřinách a po vnitřní komunikaci levým bočním vchodem do pavilónu B. Bohoslužby se konají dvakrát týdně a stejně jako další duchovní službu je obstarávají dva vojenští kaplani dvou církví, římskokatolické a evangelické. Slouží především pacientům a zaměstnancům nemocnice, ale také jejich rodinným příslušníkům, dále slouží pacientům z oddělení paliativní péče a vojenským veteránům, kteří jsou klienty zdejšího domova Vlčí mák. Jednou týdně ve čtvrtek od 11 hodin bývá bohoslužba v kapli přístupná také veřejnosti.

## Vstup
Kaple má bezbariérový vstup s automatickým otevíráním dveří a je otevřena zpravidla ve všední dny od 7 do 17,30 hodin.

## Historie
Kaple byla v budově adaptována a otevřena v roce 2014. Nahradila předchozí kapli, která od roku 1999 fungovala v pavilónu gynekologie především proto, že se tam prováděly křty novorozeňat.
Autory architektonického řešení jsou Ing. arch. Ivan Vavřík a Ing. arch. Matyáš Roith. Titul kaple byl zvolen s ohledem na její universální ekumenické účely a na souvislost s nemocnicí. Nemá proto patrona svatého, ale milosrdného. Jde o jedinou kapli v České republice s tímto označením.

## Interiér

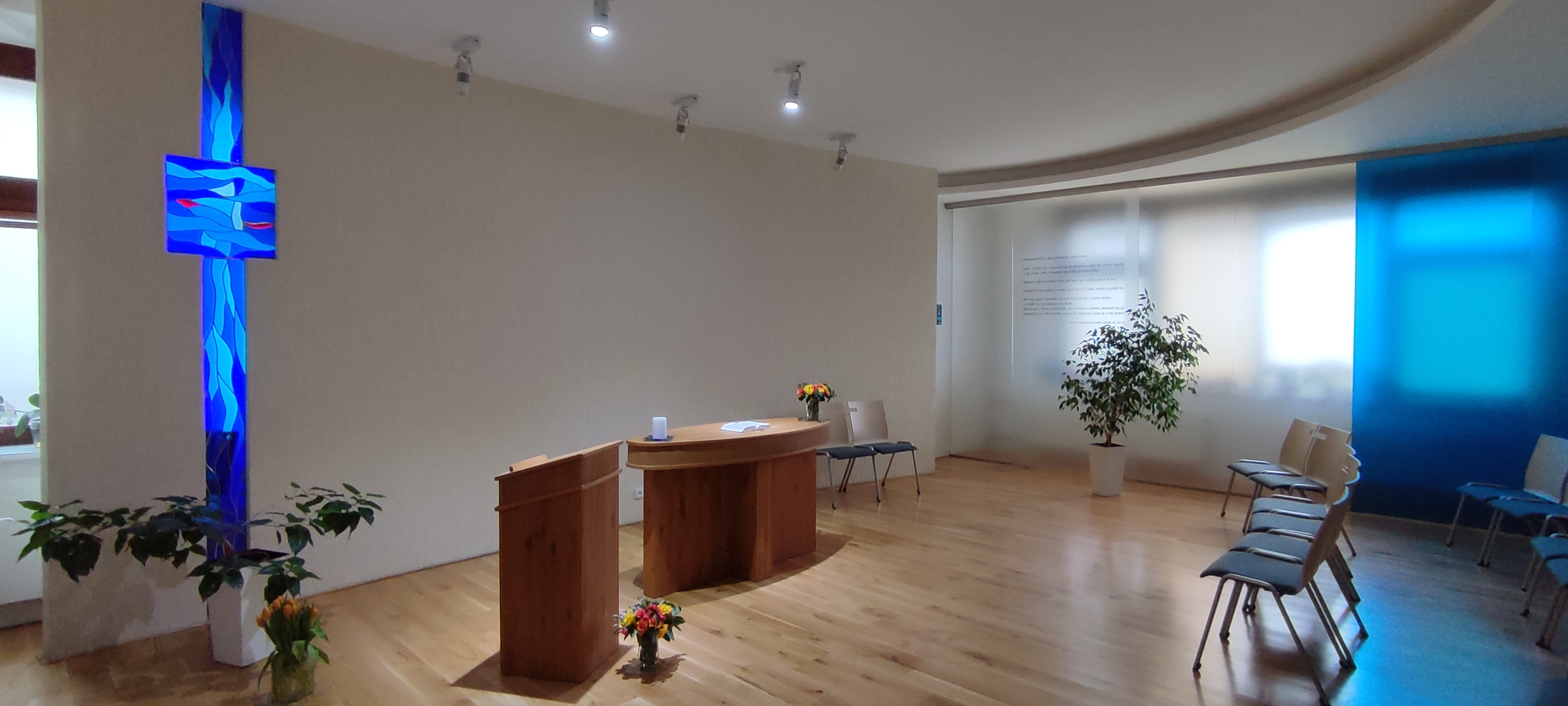
Interiér kaple

Přibližně obdélný prostor má jediný křesťanský symbol: znamení kříže z modré skleněné vitráže. Za oltářní menzou a pultem je z větší části zastíněné okno. Boční stěna je zaoblená do čtvrtkruhu, má okna stíněná podsvícená stěnou z mléčného skla, na níž je tištěný text Podobenství o milosrdném Samaritánovi. Prostor je oproti tradičním kaplím řešený na šířku, při zadní stěně stojí dvě řady 16 židlí, které lze volně rozestavit nebo stohovat. Ve zdánlivě prázdném prostoru je pamatováno na deset i více účastníků v invalidním vozíku. Kapli ze stropu osvětluji led lampy.

### Související hesla
- Podobenství o milosrdném Samaritánovi